# مخطوطات إسلامية

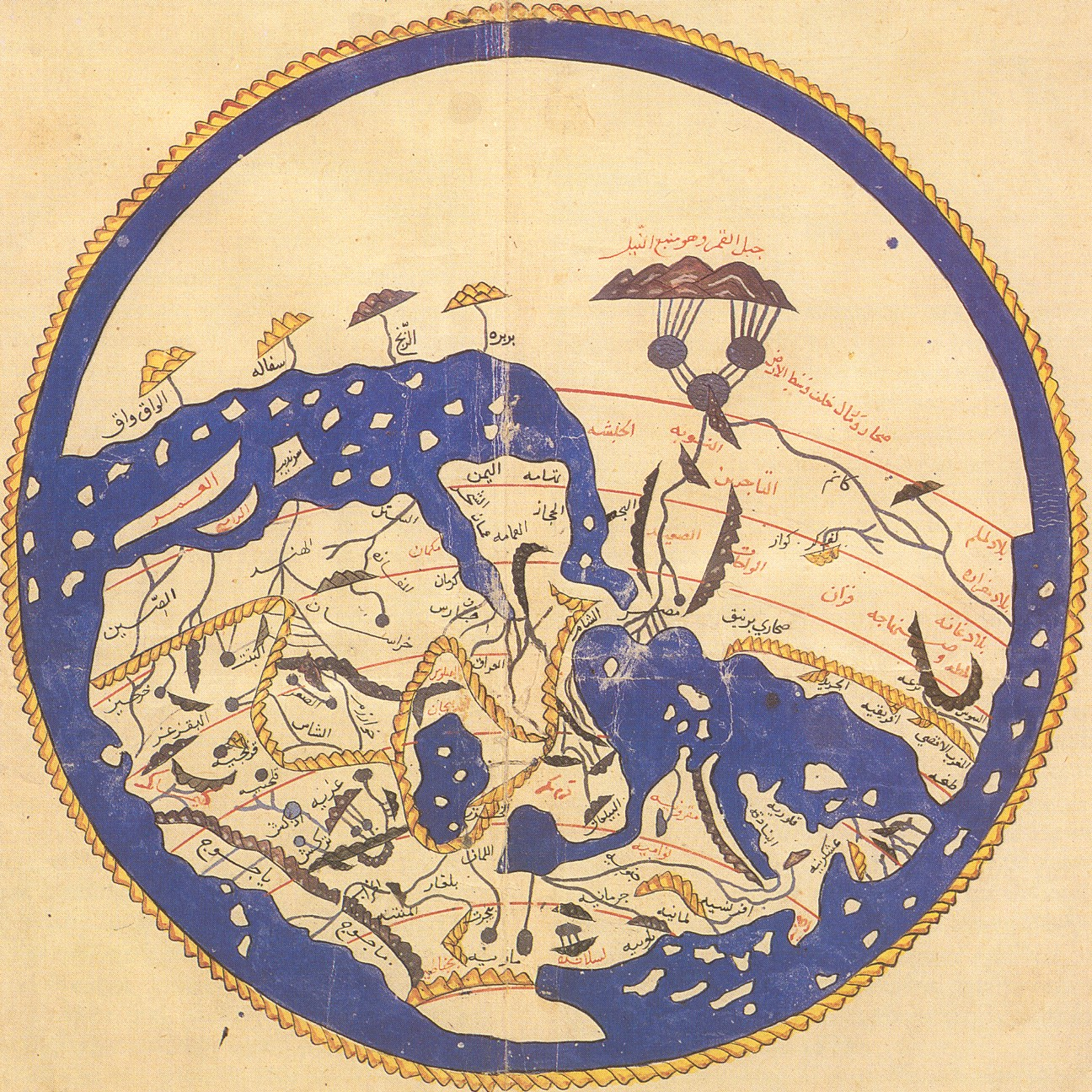
خريطة العالم للإدريسي، تعود إلى عام 1154م.

المخطوطات الإسلامية يقصد بها التراث الإسلامي المكتوب بخط اليد. وقد عُنِي المسلمون بالمخطوطات عناية كبيرة لكونها السبيل الوحيد للحفاظ على ما أنتجه العقل من علوم ورسائل. وكانت في بدايتها تتعلق بالقرآن الكريم وكذلك الأحاديث النبوية أو ما يتعلق بهما ويخدمهما، فجعلوا منها تحفًا فنية ثمينة وتركوا فيها تراثا فنيا عظيمًا. ويكفي أن نشير إلى حجم هذا التراث الإسلامي من خلال ما تحتفظ به متاحف ومكتبات العالم، إذ يوجد بمدينة إسطنبول وحدها ما يربو على مئة وأربعة وعشرين ألفًا من المخطوطات النادرة، معظمها لم يدرس من قبل، هذا بخلاف ما يوجد في مصر والمغرب وتونس والهند وإيران وسائر المتاحف والمكتبات العالمية.
تطورت صناعة المخطوط الإسلامي بشكل لم يسبق له مثيل في أي فن من الفنون السابقة على الإسلام في دقّة زخارفها المذهَّبة وجاذبية صورها وإبداع ألوانها وجمال خطها ورشاقته، إذ تشهد على ما وصل إليه فن صناعة المخطوط في العصر الإسلامي. والعناية بجودة الخط أمر طبيعي في العالم الإسلامي، فقد كان الخطاطون يتمتعون بمكانة مرموقة فيه، وبخاصة في العراق وإيران ومصر وتركيا، لاشتغالهم بكتابة مخطوطات المصاحف إلى جانب نسخ مخطوطات الأدب والشعر، ولذا تقدّم فن تحسين الخط تقدمًا كبيرًا وبخاصة بعد أن اهتمّ الأمراء والسلاطين بهذا الفن، فأقبلوا على شراء المخطوطات الكاملة أو النماذج من كتابة الخطاطين المشهورين، وكانت أكثر هذه النماذج من الآيات القرآنية أو الأدعية أو أبيات الشعر، وجمع منها الهواة المرقّعات (الألبومات) الفاخرة. وكان الخطاط يذيّل مخطوطه بتوقيعه فخرًا بخطّه، ولذا حفظت لنا المخطوطات الإسلامية أسماء كثير من الخطاطين في العصر الإسلامي. كما اهتمت كتب التراجم بشخصيات الخطاطين، وقد دفع الإقبال الكبير على اقتناء المخطوطات الإسلامية الخطاطين إلى تطوير ما تنتجه أيديهم من مخطوطات، فحرصوا على استخدام الورق في التدوين، واختيار نوع المداد، وأشركوا معهم فنانين آخرين من مُذَهِّبين ورسامين ومصورين ومجلدين. لتتمّ بهم عناصر صناعة المخطوط الإسلامي.

## أدوات المخطوط

### الرَّق
استعملت الأنواع المختلفة من جلود الأنعام المدبوغة في الكتابة في الجزيرة العربية قبل الإسلام وبعده، حيث سُمِّيت الجلود المستعملة في الكتابة الأديم أو الرَّق وهي مصنوعة من جلود البقر والإبل والغنم والحُمُر الوحشية والغزلان، وتُدْبَغ هذه الجلود وتُرَقّق لتصبح ناعمة رقيقة ملساء يمكن الكتابة على وجهيها، وقد اشتهر رَقُّ الغزال في كتابة المصاحف، كما استعمل الرّقّ الأبيض والأحمر والأزرق وأفضلها الرق الأبيض.

### الورق

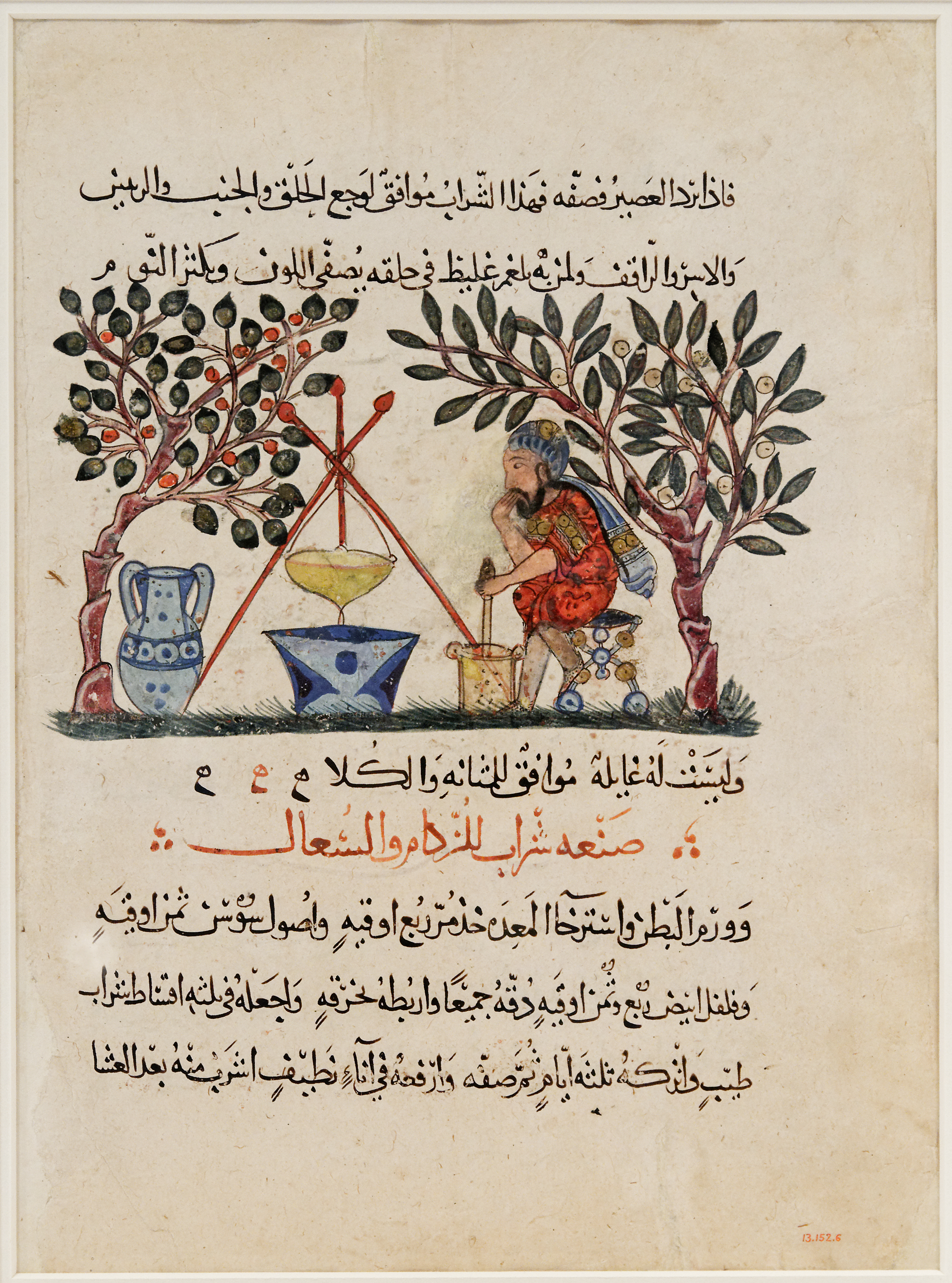
مخطوطة تُمثلُ رسمًا لِعطَّارٍ يُعدُّ عِقارًا مع وصف المُكونات اللازمة، وهي تستندُ إلى أعمال دِيُسقُورِيدُوس، وقد تُرجمت خلال العصر الذهبي للحضارة الإسلاميَّة.

ساعد استخدام الورق في الكتابة على تطوّر صناعة المخطوطات في العالم الإسلامي. ويعود الفضل في اختراع مادة الورق إلى الصينيين الذين أنتجوه في القرن الأول الميلادي، مستخدمين في صناعته سيقان نبات الخيزران (البامبو) المجوفة والخرق البالية.
وقد نقل المسلمون صناعة الورق عن الصينيين، وذلك عندما تمكن المسلمون من الاستيلاء على سمرقند عام 751م واستبقوا عددًا من أهل الصين من صُنّاع الورق الذين قاموا بإطلاع العرب على أسرار صناعته. ومنذ ذلك الوقت أدخلت صناعة الورق إلى بغداد ومنها انتقلت إلى سوريا ومصر والمغرب العربي ثم إلى الأندلس التي كان لها الفضل الأول في نشر صناعة الورق في أوروبا. تطوّرت صناعة الورق في إيران بشكل أكبر عن مثيلتها في الأقطار الإسلامية الأخرى، حيث استطاع الإيرانيون في القرن التاسع الهجري، الخامس عشر الميلادي أن يصنعوا ورقًا فاخرًا من الحرير والكتّان، كما عنوا بضغطه وإكسابه بعض الألوان وتلميعه، ليليق بتدوين دواوين الشعر التي كانت تكتب عليه بالخطوط الجميلة، وتُذَهَّب بالصورة الملوّنة، التي كانت تحلّى بها المخطوطات. وتشهد مجموعة المخطوطات الفنية التي أنتجت في إيران وتركيا والهند والعراق ومصر على ما وصلت إليه الفنون الإسلامية من تطور في التصميم، ودقة في التنفيذ، وروعة في التلوين.

### القلم
من أهم أدوات المخطوط القلم الذي عرف العرب منه أنواعًا كثيرة منها قلم السعف، وقلم العاج، وقلم القصب، والريشة المعدنية، وأفضلها وأكثرها شهرة القلم المصنوع من القصب، وذلك لسهولة بري ريشته لتكون ذات سماكة معينة مسطحة الوجه وذات شق في الوسط لتسمح بانتقال الحبر من القلم إلى الورق مباشرة.

### المداد
صنع العرب المداد من الدخان والعَفَص (شجر البلوط) والصمغ، وقد استعمل حبر الدخان للكتابة على الورق بينما استخدم الحبر الصيني للكتابة على الرقوق وقد نجح العرب المسلمون منذ العصر العباسي في ابتكار أنواع كثيرة من الأحبار تتناسب مع طبيعة المخطوطات والأوراق المستخدمة في ذلك الوقت.

### الألوان
استخدمت الألوان الزاهية في تحلية المخطوطات الإسلامية، وصنع العرب الألوان من مواد مختلفة، منها ما هو مصنوع من مصادر نباتية كالحنّاء والبن والأرز والورد والأزهار، ومنها ما هو مصنوع من الأحجار الكريمة. وتتميز الألوان المستخرجة من مساحيق الأحجار بأنها ألوان ثابتة لا تتغير بعامل الزمن، وكانت مساحيق هذه الأحجار تُخلط بالصمغ والماء المستخلص من الورد. ومن أهم الألوان التي كانت تُستخرج من مساحيق الأحجار اللونان الأخضر والأزرق اللذان كانا يُستخرجان من أحجار الفيروز النفيسة. أما المصدر الثالث لصناعة الألوان فهو الأتربة بعد أن تُنخل وتُصفّى وتُسحق لتصبح كالكحل ثم تخلط بالصمغ والماء حتى تصبح جاهزة لتحلية صفحات المخطوطات.

### التذهيب والتصوير
هناك نوعان رئيسيان في تذهيب المخطوطات هما المطفي واللماع. أولهما يتم بلصق الأوراق الذهبية الرقيقة في مواضع التحلية والثاني عن طريق التلوين المباشر بماء الذّهب.
وهو من الأساليب الفنية التي ارتبطت بفنون الكتابة، وازدهرت في أقطار العالم الإسلامي، فن تزيين المخطوطات بتذهيب بعض صفحاتها أو بتذهيبها كلها. والمعروف أن الخطاط كان يتم كتابة المخطوط تاركًا فيه الفراغ الذي يُطلب منه في بعض الصفحات لترسم فيه الأشكال النباتية والهندسية المذهبة، أو تنقش فيه صور ذات صلة معينة بالمخطوط، وقد لا يكون لبعضها أيّ صلة قريبة، فيكون الغرض من رسمها تجميل المخطوط فحسب. ويكثر في مثل هذه الأحوال أن تكون الصورة منقولة عن مخطوط آخر. وكان تذهيب المخطوطات يمر بعدة مراحل، أولها يسند إلى فنان اختصاصي في رسم الهوامش وتزيينها بالزخارف، ثم ينتقل المخطوط إلى فنان آخر يقوم بتذهيب هوامشه وصفحاته الأولى، وكذلك صفحاته الأخيرة، وبداية فصوله وعناوينه. وكانت الرسوم النباتية والهندسية المذهّبة في المخطوطات تصل إلى أبعد حدود الإتقان، ولا سيما في القرنين التاسع والعاشر الهجريين، الخامس عشر والسادس عشر الميلاديين حين بلغت الغاية في الاتزان والدقة وتوافق الألوان. أعظم المخطوطات القديمة شأنًا من الناحية الفنية هي مخطوطات المصاحف التي كانت تذهّب وتزيّن بأدقّ الرسوم وأبدعها، وكان تعظيم القرآن الكريم يدفع كثيرًا من الفنانين إلى العناية بتذهيب المصاحف. وأقبل بعض الأمراء والعلماء وكبار رجال الدين والأدب على تعلم فن التذهيب وكانت لمساعدتهم المادية والمعنوية للمُذهبين أكبر الأثر في إخراج أعظم مخطوطات المصاحف.
ومنذ القرن التاسع الهجري، الخامس عشر الميلادي زادت العناية بتزيين صفحات بعض المخطوطات فلم يعد التذهيب وقفًا على الصفحات الأولى من المخطوط، أو على النجوم الزخرفية التي كانوا يسمون الواحدة منها شمسة، أو على الجامات (المناطق والبحور) التي كان يكتب فيها اسم صاحب المخطوط وتاريخ الفراغ منه، بل أصبح لزخرفة الهوامش وتذهيبها شأن كبير، فأقبل الفنانون على تغطية هوامش المخطوطات بالرسوم النباتية والهندسية أو بالرسوم الحيوانية والبشرية، إذا كانت المخطوطات علمية. وقد ذاع هذا الضرب من زخرفة المخطوطات في العصر الصفوي في إيران، كما حققت الهند الإسلامية قسطًا وافرًا من النجاح في زخرفة المخطوطات منذ أن قامت بها فنون الكتاب في عصر الأباطرة المغول على يد أساتذة من الإيرانيين. وكانت الرسوم المذهبة في المخطوطات المبكرة بسيطة، وكانت قد قامت على أساس من الزخارف الساسانية والبيزنطية والقبطية، وعلى ما عرفه المسلمون في كتب النصارى من أتباع الكنيسة الشرقية. وكان كل هذا واضحًا في اختيار الألوان، وفي الرسوم الهندسية والنباتية، ولكنها تطورت في سبيل الإتقان، وغلبت عليها رسوم النجوم المسدسة أو المثمنة ورسوم الفروع النباتية المتصلة ورسوم المراوح النخيلية. وأبدع المذهبون في أسلوب جديد ازدهر منذ عصر السلاجقة، وقوامه أن تحاط سطور الكتابة بخطوط دقيقة. وتشهد بعض المخطوطات الثمينة المحفوظة في المتحف القبطي بمصر، وفي بعض المجموعات الفنية الأخرى، بأن تزيين المخطوطات بالرسوم الجميلة وتذهيبها لم يكن وقفًا على المصاحف والكتب ذات الصفة الإسلامية فقط، بل إن مخطوطات الإنجيل والتوراة والكتب الدينية النصرانية واليهودية كانت تكتب بأنواع جميلة من الخط العربي وتُذَهَّب صفحاتها وتزيّن بالرسوم الهندسية والنباتية ذات الطابع العربي.

## المخطوطات الدينية

### المصحف
يعتبر المصحف الشريف من أول المخطوطات الدينية التي وجهت إليها العناية والاهتمام، حيث خصَّه الفنانون المسلمون بجهود فائقة من أجل تجميله وزخرفته وتطوير أساليب رسمه وحفظه. ومن الطبيعي أن تكون مخطوطات المصاحف ميدانًا لفن تجويد الخط، وقد كتبها الخطاطون في صدر الإسلام بالخط الكوفي الذي تطور على أيديهم في سبيل تحسين رسم المصاحف بخطوط أكثر ليونة وانبساطًا، وكان أكبر عون لهم في هذا الصدد طبيعة الحروف العربية وما فيها من تقويس واتصال وما تقبله رؤوسها وسيقانها من ذيول زخرفية وتوريق وترابط، ومنذ القرن السادس الهجري، الثاني عشر الميلادي كتب الخطاطون المصاحف بخطوط جديدة هي الثُّلُث والنَّسْخ واقتصر استخدام الخطوط الكوفية في كتابة عناوين السور فترة من الوقت. ومن أقدم مخطوطات المصاحف التي دونت بخط النسخ مخطوط مصحف محفوظ في مكتبة خاصة بمدينة دبلن بأيرلندا مسجل عليه اسم ناسخه وهو الخطاط العراقي المعروف ابن البواب، وفيما يتعلق بالمظهر الخارجي للمصحف الشريف فقد اتخذ ثلاثة أشكال أولها: شكل قريب من المربع، وهو نادر جدًا، ومن أمثلته مصحف نُسخ في مدينة بلنسية بالأندلس عام 578هـ وتبلغ مقاساته 17,5×18,5سم، وهو محفوظ اليوم في مكتبة جامعة إسطنبول. أما الشكل الثاني فيعرف بالمصحف السفيني أو المصحف الأفقي وشكل هذا النوع من المصاحف يكون امتداده العرضي أكثر من ارتفاعه. والمصاحف التي تتبع الشكل الأول والثاني نسخت جميعها بالخط الكوفي وبعضها لا تظهر فيه علامات الإعجام أو التنقيط، أما الشكل الثالث للمظهر الخارجي للمصحف الشريف فيعرف باسم المصحف العمودي حيث أن ارتفاعه أطول من عرضه.
ولم تقتصر المخطوطات الدينية على المصاحف وحدها بل شملت كتب الحديث والسيرة والفقه، وغيرها، إلا أن مخطوطات المصاحف تظل أكثر تلك المخطوطات روعة وجمالاً.
من بين أندر مخطوطات المصاحف في العالم صفحة رائعة من مخطوط قرآني متميّز كتب على الرّقّ الأزرق النفيس النّادر بالخط الكوفي المذهب فأصبح آية من آيات الفن الإسلامي الرفيع، ويعتقد أنها كتبت بمدينة القيروان بأمر من الخليفة العباسي المأمون، ولكنها لم ترسل إلى بغداد وحُبست في مدينة القيروان. وهناك صفحة نادرة أخرى من مخطوط قرآني كتب على الرق بالخط الكوفي المغربي المجوَّد وأدخلت عليها النقاط الحمراء لتشكيلها والخطوط المائلة الصغيرة لفك إعجام الأحرف. وتعدّ صفحة هذا المخطوط من أوائل المخطوطات التي تحولت الخطوط المائلة الصغيرة فيها، فيما بعد، إلى نقاط لتمييز الحروف العربية المتشابهة. وهناك صفحات نادرة من مخطوط قرآني ينسب إلى أسبانيا، كتبت على الرق المصقول المجوَّد بالخط المغربي المطوّر بعد إدخال الإعجام الكامل على الحروف العربية (التنقيط) والتشكيل. وتتميز صفحات هذا المخطوط بأن المذهّب شغل فواصل الآيات وبداية السور بالنقاط والحليات الذهبية.
ومن بين أندر مخطوطات المصاحف في مصر مجموعة مصاحف: أولها المعروف باسم ربعات أولجايتو كتبها الخطاط عبد الله بن محمد بن محمود الهمذاني، للسلطان أولجايتو خذ بنده محمد ثامن سلاطين الدولة الإيلخانية بإيران عام 1284م، وقد كتبت أجزاء هذه الربعة بالمداد الذهبي المشعر بالمداد الأزرق وأحيطت سطورها بالجداول والزخارف الذهبية، ويتصدر كل جزء لوحتان منقوشتان بالذهب لهما زخارف استهلالية هندسية تتداخل فيها الدوائر والأشكال الخماسية والنجمية.
كما تحتفظ دار الكتب المصرية بمخطوط مصحف باسم السلطان المؤيَّد شيخ كتبه الخطاط موسى بن إسماعيل الحجيني عام 1417م وتمتاز زخارف هذا المصحف بأنها تكثر في الصفحة الاستهلالية التي شكل الفنان وحدتها الفنية الرئيسية على هيئة مشكاة رسمت بداخلها أزهار وأهلّة متناسقة الألوان إلى جانب أشغال التذهيب التي حلّى بها الفنان زخارف المصحف بأسلوب فني بديع.
ولم تكن المخطوطات الدينية قاصرة على مخطوطات المصاحف فقط إذ تشهد بعض المخطوطات الثمينة في المتحف القبطي بالقاهرة، وفي بعض متاحف ومكتبات العالم أن تزيين المخطوطات الدينية وتذهيبها لم يكن وقفًا على المصاحف وكتب المسلمين فحسب، بل كانت مخطوطات الإنجيل والتوراة والكتب الدينية النصرانية واليهودية تكتب بأنواع من الخط العربي وتذهّب وتزيّن صفحاتها بالرسوم الهندسية والنباتية على غرار الطراز العربي الإسلامي. ولعل أبدع تلك المخطوطات، مخطوط نفيس من الإنجيل، مملوكي الطراز محفوظ الآن بالمتحف القبطي بالقاهرة. وقد نسخ هذا المخطوط بمدينة دمشق عام 1334م، وقد زُخرفت صفحاته الأولى برسوم هندسية ونباتية مذهبة. ومن الجدير بالذكر أن زخارف هذا المخطوط لا تختلف من حيث أسلوبها الفني عن الأسلوب الفني الذي ساد منذ عصر المماليك وبخاصة من ناحية التشابه الواضح مع تذهيب المصاحف المملوكية. والخلاصة أن الأسلوب الفني الإسلامي الذي ظهر في المخطوطات الدينية لم يكن مقصورًا على المخطوطات الإسلامية، بل أثّر بشكل واضح في المخطوطات الدينية للعقائد الأخرى، وكذلك أثرت زخارف المخطوطات الإسلامية على رسوم التحف المعدنية والخزفية والجصّية وفي المنسوجات والسجاد.

### المخطوطات الدينية المصوّرة (المزوّقة)
```

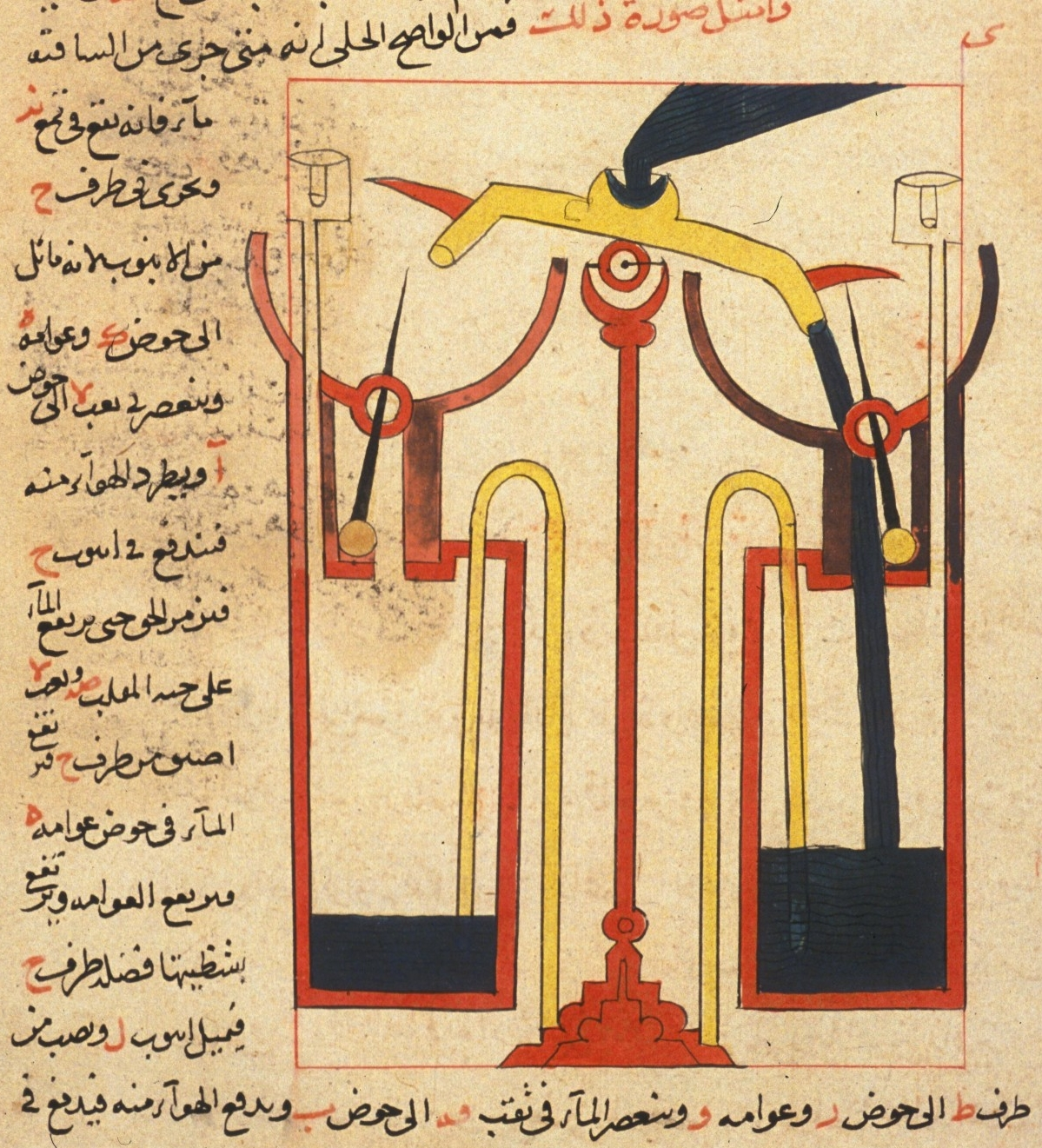
صفحة من مخطوط عربي يوضح صناعة آلة عربية

إذا كان التذهيب قد استخدم بصورة واضحة في تزيين المخطوطات الدينية وبخاصة في مخطوطات المصاحف، فالأمر يختلف بالنسبة للمخطوطات ذات الموضوعات الدينية، حيث تعتمد تلك المخطوطات على أسلوب فني يساعد على إبراز موضوع المخطوط، ويعرف هذا الأسلوب الفني باسم التصوير. وعلى الرغم من تحفظات الفقهاء والعلماء المسلمين الكثيرة على هذا الفن، فإن كراهية التصوير في الإسلام لم تقض على هذا الفن بل استمر، وأنتجت منه الأقطار الإسلامية أعمالاً متميّزة صنّفت في مدارس فنية، وأصبحت تمثّل مجالاً من مجالات الفنون الإسلامية.
```

وقد كانت إيران في طليعة البلدان الإسلامية التي لم تُؤثِّر فيها كراهية التصوير تأثيرًا كبيرًا، على الرغم من أن الفقهاء في إيران كانوا يكرهون التصوير والمصورين.
غير أن دراسة المخطوطات المزوّقة، تقوم بصفة أساسية على التصاوير التي تزين صفحات المخطوطات أو توضح نصوصها أو التي صارت تجمع في مرقعات (ألبومات) وعثر على نصوص قديمة تشير إلى عناية المسلمين بتزويق المخطوطات منذ القرن الأول، ومن أوضح هذه النصوص ما جاء في كتاب كليلة ودمنة الذي ترجمه عبد الله بن المقفَّع في أيام الخليفة العباسي أبي جعفر المنصور 132هـ،750م، أنه ¸قد ينبغي للناظر في كتابنا هذا ألا تكون غايته التصفح لتزويقه· وأن من أغراض الكتاب الأربعة ¸إظهار خيالات الحيوان بصنوف الأصباغ والألوان والصور ليكون أنسًا لقلوب الملوك·.
ومع ذلك لم تصل إلينا مخطوطات مزوّقة بتصاوير ذات قيمة فنية ترجع إلى القرون الإسلامية الأولى.
وتنقسم تصاوير المخطوطات الإسلامية إلى نوعين أساسيين:
1. يشمل التصاوير التي توضح نصوص الكتب العامة
2. يشمل التصاوير التي تزوق الكتب الأدبية والتاريخية.

ويشمل كثير من الكتب العلمية، بحكم موضوعها، تصاوير علمية بحتة لا تدع مجالاً للإبداع الفني، وقد لا تحتوي على صور آدمية أو حيوانية، مثل بعض كتب النبات والجغرافيا والهندسة، غير أن كتبًا علمية أخرى تضم تصاوير يمكن أن تدخل ضمن الإطار الفني إلى جانب أهميتها
العلمية، وربما يرجع ذلك إلى اشتمالها على صور بشرية وحيوانية، وقد عُني مؤرخو الفن الإسلامي ببحثها من الوجهة الفنية البحتة؛ فدرسوا أساليبها وقسموا طرزها إلى مدارس التصوير المختلفة.
وجرت العادة أن تدرس تصاوير المخطوطات على اختلاف موضوعاتها في ضوء الأساليب أو المدارس، وقد تقدم أن أقدم مدارس التصوير في العصر الإسلامي هي المدرسة العربية التي تتميّز مخطوطاتها بصفة عامة بكتابتها باللغة العربية. ومن أشهر المخطوطات الأدبية الإسلامية، التي شغف المسلمون بتزويقها بالصور، مخطوط كتاب مقامات الحريري. وقد استهوت هذه المقامات المصورين بروعتها الأدبية وجمال أسلوبها ولطف دعابتها فعنوا بتزويقها بالتصاوير، وتمثيل قصصها بالصور. ووصل إلينا من مخطوطات مقامات الحريري المزوقة بالتصاوير عدة نسخ تزيد على العشر موزّعة بين دور الكتب والمتاحف في العالم.
وبدخول المغول إلى إيران، وضحت في المخطوطات المزوقة التأثيرات الصينية التي تتمثل في محاولة التعبير عن العمق، والميل نحو التجسيم بالإضافة إلى بعض التفاصيل كالسَّحْنة المغولية والأدوات، والثياب المعروفة في الشرق الأقصى، ورسم التنين، والسحب الصينية. وكان من نتيجة ذلك ظهور أسلوب جديد صار يُعرف باسم المدرسة المغولية انتشر في إيران والعراق في القرن الثامن الهجري، الرابع عشر الميلادي.
أما في العصر التيموري في القرن التاسع الهجري، الخامس عشر الميلادي، فقد بدأ إخضاع التأثيرات الصينية للمزاج الوطني الإيراني بالإضافة إلى ظهور الشغف برسم المناظر الطبيعية بدقة وإتقان، وتصوير مظاهر الترف والتعبير عن مشاعر البهجة والسرور، ووضوح الطابع الزخرفي. ووصل هذا الأسلوب إلى قمته في العصر الصفوي الأول في القرن العاشر الهجري، السادس عشر الميلادي، مما ساعد على ظهور المدرسة الصفوية الأولى.
ومنذ عهد الشاه عباس (1587-1629م) ظهرت المدرسة الصفوية الثانية التي تميزت بظهور التأثيرات الأوروبية من حيث الأسلوب والموضوع، كما انتشر رسم الصور المستقلة والمفردة التي كانت تتسم بالتحرر من التقاليد القديمة، ومن أهم هذه المخطوطات الفارسية المزوّقة الشاهنامة، وهي ملحمة فارسية تتألف من أكثر من 50 ألف بيت أتم نظمها أبو
القاسم الفردوسي سنة 400هـ،1010م، وأهداها للسلطان محمود الغزنوي. وتشتمل الشاهنامة على أساطير الفرس قبل الإسلام. ووصلت إلينا مجموعة كبيرة من مخطوطات الشاهنامة المزوّقة بالتصاوير، وتمثّل تصاوير نسخ الشاهنامة تطور فن تصوير وتزويق المخطوطات الإسلامية في إيران.
ولم يقتصر تزويق المخطوطات في العصور الوسطى على المخطوطات العلمية والأدبية بل امتد إلى المخطوطات التاريخية والدينية، وأتاحت الموضوعات التاريخية للمصورين فرصة الابتكار والتنويع، والمزج بين المصورين بتزويقها ومن أمثلة هذا الأسلوب مخطوط جامع التواريخ الذي ألفه الوزير رشيد الدين ومخطوط الآثار الباقية عن القرون الخالية للبيروني. وبالإضافة إلى صور المخطوطات، عرف الفرس إنتاج التصاوير المفردة لا سيما في العصر الصفوي، وكانت هذه الصور تجمع أحيانًا من مرقعات (إلبومات)، ومن أشهر مصوري هذه الفترة المصور محمد رضا عباس، ومعين، ومحمد قاسم، وبهزاد. وكان للتصاوير الإيرانية الفضل الأول في نشأة تصوير المخطوطات الإسلامية في الهند، إذ أنشأ السلطان أكبر في الهند معهدًا للتصاوير، وعهد به إلى فنانين إيرانيين، كما جمع كثيرًا من التصاوير والمخطوطات الفارسية في مكتبة قصره. وعلى أساس التصوير الإيراني للمخطوطات نشأ فن تصوير المخطوطات عند الأتراك العثمانيين. ومن المصورين الإيرانيين الذين كان لهم فضل كبير في تأسيس المدرسة التركية العثمانية «شاه فولي» والمصور ولي خان التبريزي وتميزت المدرسة التركية بزيادة التأثيرات الأوروبية، ومن المعروف أن السلطان محمد الفاتح (855 - 886هـ) استدعى إلى إسطنبول المصور الإيطالي المشهور جفتيلي بليني، حيث رسم له الصور الشخصية المحفوظة حاليًا في الصالة الأهلية بلندن. ومن بين أشهر المخطوطات التركية المصورة: تاريخ السلاطين العثمانيين؛ عجائب المخلوقات للقزويني؛ شاهنامة عثمان.
ومن المخطوطات التركية المزوّقة بالتصاوير أيضًا مخطوط هوتان فتخامة سي الذي يتضمن أشعار الكاتب التركي نادري، ومخطوط باشا شاهنامة، للمؤلف طلوعي، وتتميز تصاوير المخطوطات التركية بصفة عامة بظهور العمائم الكبيرة واستخدام اللون الأخضر الناضر المشوب بصفرة.
أما في الأندلس فقد ازدهرت المخطوطات المصورة كما ازدهرت في الأقاليم الشرقية من العالم الإسلامي، حيث عُرِف من المخطوطات المصورة بالأندلس ثلاث مخطوطات أولها عن الأعشاب الطبية أو خواص الأشجار، وهذا المخطوط يرجع إلى القرن السادس الهجري، الثاني عشر الميلادي، وهو محفوظ بالمكتبة الأهلية بباريس، والمخطوط الثاني عن قصة غرام وهو يعود إلى القرن الثامن الهجري، الرابع عشر الميلادي، ومحفوظ الآن بمكتبة الفاتيكان، أما المخطوط الثالث فهو بعنوان سلوان المطاع في عدوان الأتباع لابن ظفر الصقلي، وهو يعود إلى القرن العاشر الهجري، السادس عشر الميلادي. وتتميز صور المخطوطات الأندلسية بأنها تسير وفق التقاليد المتبعة في تصوير المخطوطات المملوكية، مع بعض الاختلافات في رسوم العمائر حيث أن صورة العمائر في المخطوطات الأندلسية كانت وفقًا للطراز الأندلسي.

## تجليد المخطوطات
من الفنون التي تقدمت بفضل الحرص على صيانة مخطوطات المصاحف فن تجليد المخطوطات الذي ازدهر على يد المسلمين على وجه الخصوص لعنايتهم الفائقة بغلاف المصحف الشريف، سواء من حيث الصنعة والزخرفة أو الرسم الكتابي، مما حدا بالأوروبيين إلى تقليده. ومن أبرز معالم التجليد الإسلامي التي استخدمها الأوروبيون في عصر النهضة الأوروبية لسان الغلاف الذي استعمل لحفظ أطراف المصحف الخارجية من جهة، ولتعيين مواضع الوقوف بعد القراءة من جهة أخرى. بلغ فن تجليد المخطوطات عند المسلمين درجة كبيرة من الرقي والتقدم في مضمار الفن مما جعله ركنًا مُهِمًّا من أركان فنون الإسلام، اعتنى بدراسته المحدثون.
مراحل تطور صناعة تجليد المخطوطات. مر تغليف المخطوطات بمراحل مختلفة أقدمها التي كانت تستخدم فيها ألواح الخشب المزخرفة بالتطعيم والعاج ثم تبعتها مرحلة تغليف المخطوطة بالقماش المطرز، أو بصفائح الذهب والفضة المرصّعة بالأحجار الكريمة، ونظرًا لكون هذه الأغلفة ثمينة كانت عرضة للسرقة ولم يصل منها إلا القليل النادر في متاحف العالم.
ويُعَدُّ الأقباط في مصر أول من استخدم الجلد المزخرف في تجليد المخطوطات، فأجادوا في ذلك إجادة عظيمة، وتشهد على ذلك مجموعة جلود المخطوطات التي يحتفظ بها المتحف البريطاني بلندن التي تعود إلى تلك الفترة المبكرة. وعند المسلمين ومع استعمال الرق انتقل شكل الكتاب من الملف عند استخدام البردي، إلى المصحف عند استخدام الرق، واحتاجت هذه الرقوق إلى أغلفة لتحفظها فكان فن التجليد أو التسفير أو التصحيف كما يطلق عليه العراقيون، وقد مَرَّ فن تجليد المخطوطات عند المسلمين بمراحل عديدة، فقد قام في بداية الأمر على التقاليد الحبشية والقبطية، حيث استعمل المجلدون المسلمون في أول الأمر لوحين من الخشب جُمعت بينهما أجزاء القرآن، ومع قيام فن التجليد، على أسس قبطية، أصبحت أساليب هذا الفن وزخرفته متشابهة في أقطار العالم الإسلامي كله وبخاصة في القرون الثلاثة الأولى من الهجرة، حيث صار فن تجليد المخطوطات في العصرين الأموي والعباسي على النهج الذي كان عليه أيام الخلفاء الراشدين، مع إحداث بعض التطورات القليلة. وأغلب الظن أن مخطوطات المصاحف التي أُنتجت في تلك الفترة كانت مغلَّفة بلوحات من الخشب المطعَّم بقطع من العاج والعظم، أو غلفت بالقماش المطرّز والجلد أو ربما استخدمت صفائح البردي في بعض الأحيان بدلاً من الخشب. ثم خطا المجلِّد المسلم خطوة إلى الأمام حين غلَّف ألواح الخشب هذه بشرائح من الجلد، وتعد هذه المرحلة بداية لفن التجليد عند المسلمين.
وجاءت المرحلة الثانية في فن التجليد عند المسلمين عندما استبدلت بألواح الخشب صفائح البردي الذي كان يُستخدم في ذلك الوقت في تغليف المخطوطات الصغيرة الحجم، أما المخطوطات الكبيرة فقد ظل الخشب يستخدم في تغليفها. ومن بين أشهر الأمثلة التي يظهر فيها استخدام البردي في التغليف كتاب مقدّس عثر عليه بمدينة الفيوم بمصر، محفوظ الآن في مجموعة راينر البردية في فيينا. وقد صنع غلاف هذا المخطوط من صحيفة سميكة من البردي مغلفة بالجلد، وفي هذه الجلدة يظهر مدى التطور والنضج اللذين أصابهما فن التجليد في العصر الإسلامي، وفي القرنين الرابع والخامس الهجريَّيْن طرأت على فن تجليد المخطوطات في أقطار العالم الإسلامي تطورات كبيرة تشهد بها النماذج التي وصلت إلينا والتي تزخر بها متاحف العالم. وأهم السِّمات الفنية التي تميز تجليد المخطوطات في تلك الفترة ظهور طريقة جديدة في استخدام الورق في التغليف بلصق عدة صفحات بعضها ببعض مثل البردي، وظل المجلِّد يستخدم مادة الجلد في كسوة البردي السميك والورق السميك أيضًا، ومن حيث الشكل فقد أصبح شكل المخطوط عموديًا بعد أن كان أفقيًا.
إلى جانب ذلك زُوّد الغلاف باللسان الذي يعمل على حماية حافة المخطوط، كما نلاحظ تطورًا طرأ على الأساليب الزخرفية لجلدة المخطوط، تظهر في وسط متن الجلدة سرة تحيط بها أرضية خالية من الزخرفة، وفي الأركان الأربعة للمتن أجزاء من السرة. أما عن طريقة تنفيذ الزخارف على جلدة المخطوط فكانت تتم بوساطة عدة أساليب منها طريقة الضغط، وطريقة التثقيب. أما في القرنين الثامن والتاسع الهجريين، الرابع عشر والخامس عشر الميلاديين، فقد بلغ فن التجليد في أقطار العالم الإسلامي بصورة عامة، وفي مصر بوجه خاص، درجة عظيمة من التقدم والازدهار، وقد فاقت القاهرة العالم الإسلامي بهذا الفن، وتشهد على ذلك مجموعة مخطوطات المصاحف المحفوظة في دار الكتب، والتي يتجلى في أغلفتها مدى التطور الذي وصل إليه هذا الفن في مصر تحت حكم المماليك، وكان من وراء هذا التقدم في صناعة أغلفة المخطوطات بمصر الدور الفاعل الذي أداه سلاطين وأمراء المماليك نحو هذا الفن. فمن أجلهم صُنع هذا الكم الهائل من مخطوطات المصاحف التي كانوا يقفونها على المساجد والمدارس والأضرحة والخانقاوات التي كانوا يشيدونها.
أما في بلاد الشام فقد سار فن تجليد المخطوطات على قَدَم وساق مع مصر من حيث التطور والإبداع نظرًا لأن كلا القطرين كانا وقتذاك خاضعين لحكم المماليك. أما فن تجليد المخطوطات في إيران، فلم يبلغ أوج عظمته إلا في القرن التاسع الهجري، الخامس عشر الميلادي على أيدي مجلِّدين من مدرسة هراة التي أنتجت أفخر المخطوطات ذات الزخارف المذهبة، والخط الجميل والجلود الثمينة وكل ذلك بفضل مدارس الفنون التي أنشأها خلفاء تيمورشان رخ وبايسنقر، فقد أسس بايسنقر في عاصمته هراة مدرسة لفنون الكتاب استقدم إليها خطاطين ومصوّرين ومزوقين ومجلدين من شتى أقطار العالم الإسلامي، وقد امتازت أغلفة هذه الفترة بالتأثيرات الصينية التي تعتمد في زخرفتها على رسوم الطيور والحيوانات، ورسوم السحب والتنين والأزهار القريبة من الطبيعة، كما تطورت أيضًا طريقة تنفيذ الزخارف على غُلُف المخطوطات باستخدام طريقة القالب، وهو صفحة من المعدن تزخرف بالزخارف المطلوبة، وتسخن بالحرارة ثم تكبس على الجلدة فتحدث زخارف بارزة.
أما في المغرب فقد سار فن تجليد المخطوطات على النهج الذي كان عليه في القرون السابقة، وقد وصلت إلينا نماذج قليلة لمصاحف جلِّدت بمدينة مراكش. وفي تركيا ساهم الصناع والفنانون الذين جيء بهم من مصر في قيام فن تجليد المخطوطات هناك، كما تأثر فن تجليد المخطوطات التركية بالتأثيرات الإيرانية، وقد عَدَّ بعض العلماء فن تجليد المخطوطات العثمانية استمرارًا لفن تجليد المخطوطات الفارسية.
أثر فن تجليد المخطوطات الإسلامية على التجليد عند الأوروبيين. أدى تجليد المخطوطات الإسلامية دورًا مهمًا في تطوير فن التجليد عند الأوروبيين سواء من حيث التقنية الفنية أو من حيث الشكل العام، أو من حيث الزخرفة. ولعل من أبرز ما نلاحظه في فن التجليد الأوروبي استعمال الغلاف الذي يصنع على هيئة صندوق، وهذا النوع من التغليف كان مألوفًا في مصر والقيروان. ولم يقتصر التأثر الأوروبي على شكل الغلاف فحسب بل امتد إلى أبعد من ذلك حيث كانت مدينة البندقية قد تشبعت بأساليب الفن الإسلامي وأخذت تنشره بدورها في أقطار أوروبا. وقد وصلت إلينا مجموعة من الأغلفة الأوروبية مشبعة بالتأثيرات الفنية التي كانت تميز مدارس التجليد في مصر والمغرب.
وكما تبدو التأثيرات الإسلامية في الأغلفة الأوروبية تظهر في التقنية الزخرفية، وقد أوحى الصناع المسلمون إلى صناع أوروبا طريقة جديدة في الزخرفة لم تكن معروفة لديهم من قبل، وهي ملء الزخارف الغائرة الناتجة عن الضغط بماء الذهب وقد استبدلت بهذه الطريقة في أواخر القرن التاسع الهجري، الخامس عشر الميلادي، طريقة أخرى، وهي التذهيب بصفائح رقيقة من الذهب تلصق على الجلدة بآلة ساخنة. وهكذا فإن فن تجليد المخطوطات الإسلامية قد وصل إلى مرحلة مهمة ومتطورة على أيدي الفنانين المسلمين في الأقطار الإسلامية، وهذا ما تؤكده المخطوطات النادرة التي تزخر بها متاحف العالم ومكتباته.